# Anette Abildgaard
Anette Abildgaard (født 30. oktober 1951 i Holstebro) er en dansk balletdanser og koreograf, som efter balletpædagoguddannelse og tre år ved Den Kongelige Ballet kom til Birgit Cullbergs kompagni Cullberg Balletten. Hun samarbejdede med Eske Holm i Pakhus 13, hvorefter hun i 1981 var medstifter af Nyt Dansk Danseteater, hvor hun 1987-1995 var kunstnerisk leder. Hendes gennembrud som koreograf kom i 1989 med "Morels opfindelse", som blev opført på Østre Gasværk. Fra 2002 har hun haft eget firma.
Hun er gift med Tivolis direktør Lars Liebst.